# Saturn (Kamenz)
Saturn is een historisch merk van motorfietsen.
De bedrijfsnaam was Horst Steudel, Motorenfabrik, Kamenz in Sachsen (1921-1927).
Steudel was een bekende fabrikant van auto- en scheepsmotoren. De door zijn bedrijf geproduceerde motorfietsen hadden 246 cc tweetakt-, 348 cc kopklep- en 497 cc zijklepmotoren. Deze laatste hadden asaandrijving. Men bouwde ook een 149 cc zijklep-clip-on motor.
- Er was nog een merk met de naam Saturn, zie Saturn (Chequers Bridge).